# Kirnberg an der Mank (Herrschaft)
Die Herrschaft Kirnberg an der Mank war eine Grundherrschaft im Viertel ober dem Wienerwald im Erzherzogtum Österreich unter der Enns, dem heutigen Niederösterreich.

## Ausdehnung
Die Herrschaft umfasste zuletzt die Ortsobrigkeit über Artlehen, Graben bei Mank, Kroisbach, Kimming, Mairhofen, Oed, Pöllaberg, Ranitzhofen, Reith bei Haarbach, Strohhof, Wolfsbach, Wolfsmath, Furth, Graben bei Kirnberg, Reith bei Kirnberg, Sattlehen und Kirnberg. Der Sitz der Verwaltung befand sich in Kirnberg.

## Geschichte
Die Herrschaft war eine Propsteiherrschaft der Domkirche St. Stephan zu Wien. Der letzte Inhaber war Weihbischof Matthias Pollitzer in seiner Funktion als Dompropst und Dechant in Kirnberg. Nach den Reformen 1848/1849 wurde die Herrschaft aufgelöst.